# Дев'ятков Микола Дмитрович
Ми́кола Дми́трович Дев'ятков (11 квітня 1907, Вологда — 1 лютого 2001) — радянський і російський науковець.
Академік РАН (з 1968 а), професор МФТІ. Герой Соціалістичної Праці (1969). Основні праці в області розробки газорозрядних і надвисокочастотних приладів. Автор понад 250 наукових праць і винаходів. Лауреат Ленінської премії (1965) та Сталінської премії (1949).

## Біографія
М. Д. Дев'ятков 54 роки пропрацював у Науково-виробничому об'єднанні «Исток» під Фрязіно Московської області, головному радянському (нині російському) підприємстві НВЧ-електроніки, у тому числі 39 років — заступником директора з наукової роботи. Був головним редактором журналу «Радіотехніка та електроніка».
М. Д. Дев'ятковим організовано видання науково-технічного збірника Електронна техніка. Серія 1 «НВЧ-техніка», редакційну колегію якого він очолював з початку його випуску в 1950 році до своєї смерті.

## Внесок у медичну електроніку
І хоча головні роботи М. Д. Дев'яткова були спрямовані на підвищення обороноздатності країни, він також вніс деякий внесок у розвиток медичного приладобудування.
Під його керівництвом були розроблені теоретичні основи «КВЧ-терапії», розпочато промислове виробництво апаратів КВЧ-терапії серії «Явь». Ним, спільно з Е. А. Гельвічем та ін., створені апарати НВЧ-гіпертермії.
За його безпосередньої участі організовано виробництво перших у СРСР рН-зондів і ацидогастрометрів для внутрішньошлункової рН-метрії.
Ним і його співробітниками виконано ряд піонерських робіт у галузі медичного теплобачення, були розроблені лазерні терапевтичні та хірургічні установки.

## Нагороди
Нагороджений двома орденами Леніна, двома орденами Трудового Червоного Прапора, орденом Жовтневої Революції і орденом Червоної Зірки (1944), а також медалями.

## Пам'ять
В 2007 у місті Фрязіно (вул. Вокзальна, д. 19), на будинку де жив учений, встановлено меморіальну дошку.